# Psychotria virgata
Psychotria virgata är en måreväxtart som beskrevs av Hipólito Ruiz López och Pav.. Psychotria virgata ingår i släktet Psychotria och familjen måreväxter. Inga underarter finns listade i Catalogue of Life.